# Antoni de Bofarull i Brocà
Antoni (o a la partida de naixement Carles Antoni) de Bofarull i Brocà (Reus, 3 de novembre de 1821 - Barcelona, 12 de febrer de 1892) fou un historiador, poeta, novel·lista i dramaturg català.

## Biografia

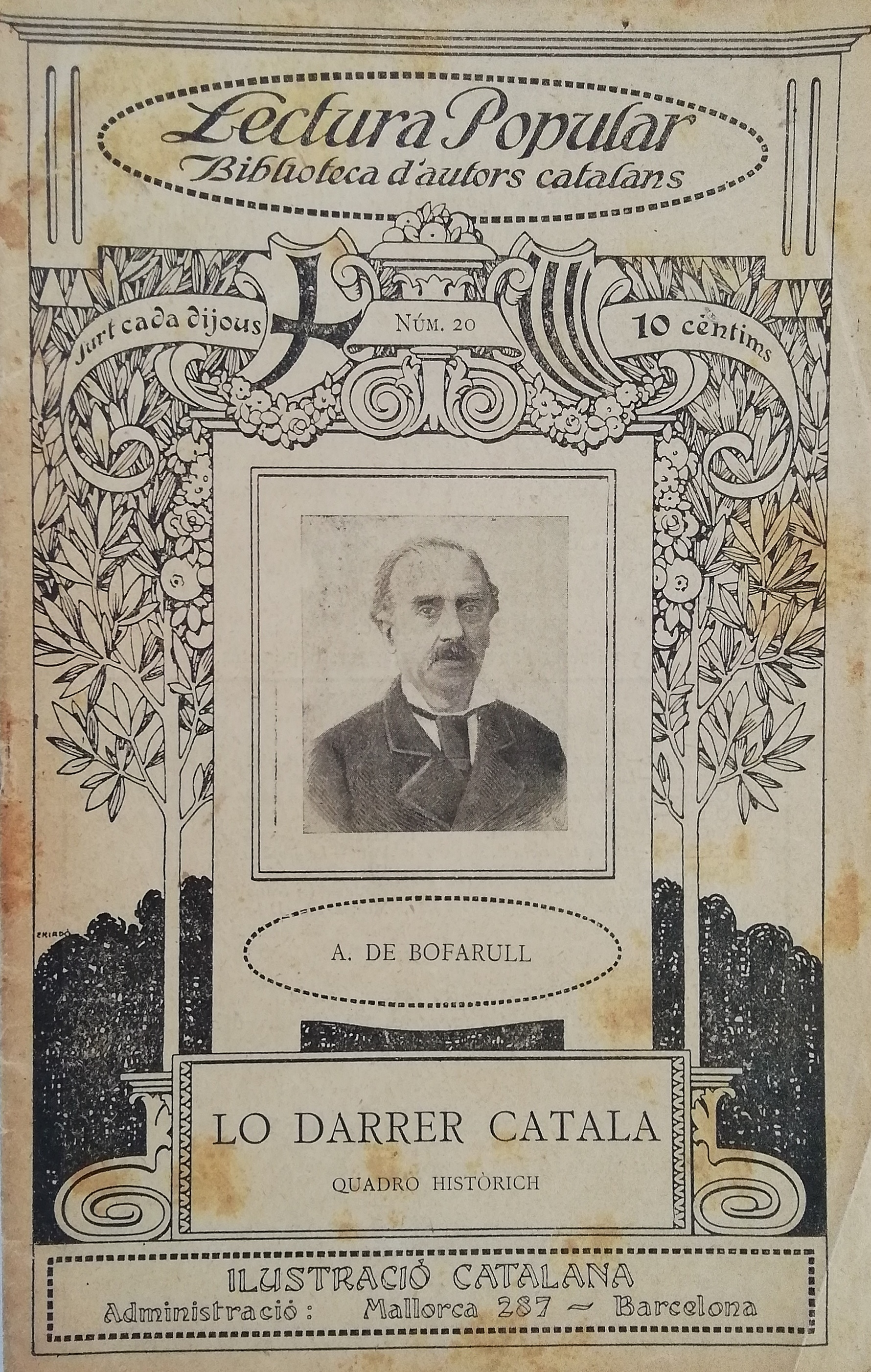
Lo Darrer Català, drama en vers d'Antoni de Bofarull. Publicat a Barcelona l'any 1913 dins la col·lecció Lectura Popular Biblioteca d'autors catalans de la Ilustració Catalana

Fill d'Antònia Brocà i Jover i de Francesc de Bofarull i Mascaró, nebot de Pròsper de Bofarull i Mascaró i germà d'Andreu de Bofarull i Brocà, va estudiar a les aules locals, i a final de curs pronuncià un discurs retòric en llatí sobre sant Tomàs d'Aquino, com era costum entre els estudiants de l'època. Amb ell, però, s'acabà el costum. Des de molt jove es dedicà a les lletres. El 1839 es traslladà a Barcelona per estudiar la carrera de Dret, tot treballant alhora en una casa de comerç. El 1841 va fundar el diari satíric El Hongo i va publicar articles de crítica teatral al Diario de Barcelona, des d'on va reclamar el restabliment dels Jocs Florals i també a El Sol. Des de 1859 a 1862 va explicar història i geografia aplicades a l'escena en el Conservatori que actuava al Teatre Odeon. Va entrar a treballar a l'Arxiu de la Corona d'Aragó el 1846, per recomanació del seu oncle Pròsper de Bofarull, protector de la família, on treballà durant quaranta-sis anys, fins a la seva mort. Va traduir al castellà algunes cròniques antigues de les conservades a l'Arxiu.
Va escriure obres relacionades amb la seva ciutat natal. Per exemple: La mancha del siglo, o las víctimas religiosas (Gràcia, 1850), sobre la crema de convents a Reus el 1835. El 1842 va estrenar l'obra de teatre Pedro el Católico, rey de Aragón, i el 1845 Roger de Flor i Medio Rey y medio vasallo, totes elles de caràcter històric. Va sovintejar les obres de teatre en castellà i en català, amb un llenguatge arcaïtzant.
Va ser un dels principals animadors de la Renaixença literària, i va escriure poemes amb el pseudònim Lo Coblejador de Montcada. Com a poeta no va destacar, però les seves poesies, que no han estat aplegades en volum fins a dates recents, tenen tots els ingredients del romanticisme historicista. El 1858 va publicar Los trobadors nous, una antologia de poesies de la Renaixença, la primera antologia de poesia catalana contemporània, reunida per ell, amb el propòsit de demostrar la viabilitat de la llengua catalana per a la poesia. El 1859 va ser un dels restauradors dels Jocs Florals i mantenidor-secretari. El 1862 va escriure la primera novel·la històrica en català, ambientada en el Compromís de Casp, La orfaneta de Menargues o Catalunya agonisant. Alhora, fou membre de nombroses institucions, com l'Acadèmia de la Història de Madrid, de la Societat Mexicana de Geografia i Estadística, la Societat Arqueològica de Bèlgica, de l'Acadèmia de Bones Lletres de Barcelona, i va ser jurat de la Secció Arqueològica de l'Exposició Universal de Barcelona del 1888.
Va escriure gran nombre d'obres d'història, gramàtica catalana i teatre, d'entre les quals destaca el llibre: Historia crítica (civil y eclesiástica) de Cataluña, oposada a la Historia de Cataluña de caràcter romàntic que va escriure Víctor Balaguer i Cirera. Preocupat pel tema de la llengua catalana i la seva recuperació, va publicar el 1864 uns Estudios, sistema gramatical y crestomatia de la lengua catalana, i el 1867, en col·laboració amb Adolf Blanch, una Gramática de la lengua catalana. De vell, va inaugurar la via del memorialisme en català, amb Costums que's perden y recorts que fugen. Va patir un atac de feridura al seu despatx a l'Arxiu i es va improvisar un llit vora el lloc de treball. Al cap de tres dies va morir, el 12 de febrer de 1892.
Josep Coroleu va dir d'ell que era una persona molt jovial, amb una migranya que mai no el deixava, una memòria quasi infal·lible que el convertia en una biblioteca ambulant, una fesomia expressiva i una veu dúctil que imitava el to i l'accent de tothom. Afegeix que Bofarull sabia veure d'un cop d'ull l'aspecte ridícul de les coses i era propens a fer acudits. Quan en una conversa no donava un parer categòric, indicava de seguida el llibre on trobar la solució del problema. Bofarull es presentava ell mateix com a políticament liberal. Joaquim Santasusagna, intel·lectual reusenc, destaca de Bofarull que va reconèixer la pluralitat de l'estat espanyol, i que tot i utilitzar la llengua castellana de forma preferent, va reivindicar l'ús del català i el va usar literàriament. Rubió i Ors va dir d'ell que va prestar molts serveis "a las letras patrias", referint-se al català.
Estava casat amb Carme Bonany i Torres amb qui va tenir tres fills: Antoni de Bofarull i Bonany, Andreu de Bofarull i Bonany (1862-1917) i Maria Lluïsa de Bofarull i Bonany, casada amb Emili Macià i Domènech.
La ciutat de Reus el va nomenar Fill il·lustre i li va dedicar un carrer travesser que va des del passeig de Prim fins a l'avinguda dels Països Catalans.

## Obres

### En català
- Los trobadors Nous: col·lecció de poesías catalanas escullidas de autòrs contemporáneos (Barcelona: Llibreria Nacional y Estrangera de Salvador Manero, 1858), antologia de poesies de la Renaixença
- La orfaneta de Menargues o Catalunya agonisant (Madrid: Libreria Española; Barcelona: Llibreria del Plus Ultra, 1862) [amb diverses reimpressions]
- Costums que es perden i records que fugen: Reus de 1826-1840 (Barcelona: La Renaixensa, 1880)
- Lo Darrer Català. Quadre històric i tràgic, drama en vers sobre Rafel de Casanova l'any 1714. Publicat l'any 1880 i reeditat a Barcelona l'any 1913 dins la col·lecció Lectura Popular Biblioteca d'autors catalans

### En castellà
- Pedro el Católico, rey de Aragón: drama en 3 actos y en verso, (Barcelona: Impr. de D. J.M. de Grau, 1842)
- Roger de Flor, ó El manto del templario: drama en tres actos, y en verso (Barcelona: Imprenta de P. Cazes, 1844)
- Hazañas y recuerdos de los catalanes, ó, Colección de leyendas (Barcelona: J. Oliveres, 1846)
- Guía-cicerone de Barcelona: o sea, Viajes por la ciudad: con el objeto de visitar y conocer todos los monumentos artísticos, enterarse de todos los recuerdos y hechos históricos y saber el orijen [sic] de todas las tradiciones más orijinales [sic] pertencientes a aquella (Barcelona: Imprenta del Fomento, 1847)
- Historia crítica (civil y eclesiástica) de Cataluña (Barcelona: Juan Aleu y Fugarull, 1876-78). 9 volums
- Historia crítica de la guerra de la Independencia en Cataluña, continuación de la Historia crítica (civil y eclesiástica) de Cataluña  (Barcelona: F. Nacente, 1886-87). 2 volums
- Historia del rey de Aragón don Jaime el Conquistador: escrita en lemosín por el propio monarca y traducida y anotada por Mariano Flotats y Antonio Bofarull Brocà (Barcelona: Impr. y Lib. de la Sra. Viuda e Hijos de Mayol, 1848),431 pàgines.
- Crónica del rey de Aragón, don Pedro IV el Ceremonioso o del Punyalet, escrita en lemosín por el mismo monarca. Traducida al castellano y anotada por Antonio de Bofarrull. (Barcelona: Impr. de Alberto Frexas, 1850).
- Crónica catalana de Ramón Muntaner. Texto original y traducción castellana, acompañada de numerosas notas por Antonio de Bofarull. (Barcelona: Imprenta de Jaime Jepús, 1860)
- Estudios, sistema gramatical y crestomatia de la lengua catalana. (Barcelona: El Plus Ultra, 1864)
- Gramática de la lengua catalana (Barcelona: Espasa Hermanos, 1867) amb Adolf Blanch i Cortada

El Catàleg Col·lectiu de les Universitats de Catalunya ressenya 137 títols d'Antoni de Bofarull.
- «Antoni de Bofarull i Brocà». Gran Enciclopèdia Catalana.  Barcelona:  Grup Enciclopèdia Catalana.
- Digitalització de Estudios, sistema gramatical y crestomatía de la lengua catalana (1864)
- Digitalització de Gramática de la lengua catalana Antoni de Bofarull i Adolf Blanc (1867)
- Digitalització de Hazañas y recuerdos de los catalanes (1846)
- Digitalització d'alguns volums (però no tots) de Història crítica civil y esglesiàstica de Catalunya (1906‑1908, en català)
- Digitalització de Guía-cicerone de Barcelona (1847)
- Petita Biografia als Museus de Reus[Enllaç no actiu]